# Battlefield 1
Battlefield 1 è uno sparatutto in prima persona, sviluppato da Digital Illusions Creative Entertainment (DICE) e pubblicato da Electronic Arts. È il quindicesimo capitolo della serie Battlefield. Il gioco è uscito per Microsoft Windows, PlayStation 4 e Xbox One il 21 ottobre 2016.

## Trama
Contrariamente alla maggior parte dei titoli della serie, il singleplayer di Battlefield 1 non dispone di una singola campagna bensì di 5 mini campagne, più una di apprendistato dalla durata compresa tra i 10 e i 20 minuti.

### Tempesta d'acciaio
Questo capitolo è in realtà un tutorial nel quale vengono spiegate al giocatore le dinamiche di gioco. A differenza degli altri capitoli non vi è uno specifico protagonista. Il giocatore si ritrova a impersonare vari soldati degli Harlem Hellfighters, un corpo di fanteria americano impegnato nella seconda battaglia della Marna. Ogni volta che il giocatore viene ucciso, passerà automaticamente a impersonare un altro soldato. Al termine del capitolo, l'ultimo soldato impersonato dal giocatore rimane coinvolto in un massiccio bombardamento che devasta il campo di battaglia. Risvegliatosi miracolosamente illeso, il soldato scopre che oltre a lui è sopravvissuto solo un soldato tedesco. I due si punteranno brevemente contro le rispettive armi, prima di rendersi conto che la battaglia è ormai finita e fuggire in direzioni diverse.

### Sangue e fango
Ribecourt, Francia. Autunno 1917. La guerra è alle sue fasi finali. Il 17 ottobre la British Expeditionary Force prepara un grande assalto ai danni delle forze tedesche, in quella che diventerà nota come battaglia di Cambrai. A supporto della fanteria viene schierato un vasto contingente di carri armati Mark V.
Daniel Edwards è un giovane pilota appena assegnato all'equipaggio di un Mark V soprannominato Black Bess. Nella città francese di Ribecourt fa la conoscenza del resto dell'equipaggio, composto dal comandante Townsend, dai cannonieri McManus e Pritchard e dall'amichevole meccanico Finch. Al gruppo viene assegnata la missione di sfondare le linee tedesche e di distruggere le postazioni di artiglieria che troveranno lungo la strada fino a raggiungere la città di Cambrai, dove li aspetta il meritato riposo.
Black Bess si mette in marcia a supporto delle forze di fanteria, ma ben presto è costretta a fermarsi a causa di un guasto all'accelleratore. Finch muore falciato da una scarica di mitragliatore mentre sta tentando di riparare Black Bess, ma il carro armato riesce a ripartire. Poco dopo, tuttavia, è nuovamente costretto a fermarsi dopo essere rimasto impantanato nel fango e si ritrova circondato dalla fanteria tedesca. Per salvare la missione Townsend decide, nonostante le obiezioni di McManus, di inviare un piccione viaggiatore all'accampamento per richiedere un bombardamento sulla sua posizione. Pritchard muore colpito da un nemico mentre tenta di liberare l'animale, ma il messaggio viene consegnato.
Gli esiti del bombardamento sono devastanti. I soldati tedeschi vengono sterminati, ma anche Townsend rimane ferito. Black Bess è malconcia ma può riprendere il viaggio. Il carro armato si addentra nei boschi nei pressi di Bourlon. La fitta nebbia costringe Edwards a scendere per fare da guida, mentre McManus prende i comandi del mezzo. L'attraversamento si rivela difficoltoso a causa dei numerosi nemici presenti, ma i tre superstiti riescono comunque a uscirne indenni. Uscita dai boschi, tuttavia, Black Bess si ferma nuovamente, ancora una volta vittima di problemi meccanici.
Townsend decide di inviare Edwards e McManus in un vicino villaggio occupato dai tedeschi per recuperare i pezzi necessari da un altro Mark V entrato in possesso del nemico. Il cannoniere, che aveva già avuto diversi contrasti con il suo superiore, decide di disertare, costringendo Edwards a proseguire la missione da solo. Il giovane macchinista riesce a recuperare il necessario, ma sulla via del ritorno viene assalito da un soldato nemico. Solo l'intervento di un redento McManus gli salva la vita.
Black Bess riprende la sua marcia e, dopo aver attraversato diversi villaggi, raggiunge uno scalo ferroviario utilizzato come punto di raduno dai mezzi tedeschi, che si stanno preparando a riprendere Cambrai. Pur solo contro numerosi nemici, l'equipaggio decide di lanciarsi eroicamente all'attacco dei tedeschi, per evitare che questi sorprendano i carri armati britannici al loro punto di incontro. Nonostante ciò la vittoria è schiacciante. Terminato il combattimento i tre superstiti, in preda all'euforia, si preparano all'avvicinamento finale a Cambrai.
Proprio sul più bello, tuttavia, Black Bess viene colpita da un missile dell'artiglieria tedesca e perde un cingolo. Edwards scende per tentare un ultimo disperato tentativo di ripartenza ma viene tramortito da una bomba. McManus scende a sua volta per tentare di salvare il compagno ma viene colpito da un soldato nemico. I soldati tedeschi entrano nel carro armato per catturare Townsend che, già gravemente ferito, decide di farsi esplodere insieme a Black Bess per impedire la vittoria ai nemici. Poco dopo Edwards riprende conoscenza, ritrovandosi in mezzo ai cadaveri dei soldati avversari uccisi dall'esplosione. La sua attenzione viene quindi attirata da McManus che, pur ferito, è sopravvissuto al combattimento. Ai due non resta che incamminarsi a piedi alla volta di Cambrai, ormai distante pochi chilometri.
Oltre 300 carri armati hanno preso parte alla seconda battaglia di Cambrai. La guerra si è conclusa un mese più tardi.

### Amici nelle alte sfere
Vosgi, Francia. Primavera 1917. Gli alleati stanno perdendo la guerra dei cieli. Le forze aeree tedesche dominano il fronte occidentale, grazie ad aerei tecnologicamente più avanzati e a numerosi "assi", ognuno dei quali vanta numerose vittorie. I Royal Flying Corps britannici faticano a resistere. Molti piloti di rimpiazzo hanno meno di 10 ore di esperienza di volo e l'aspettativa media di vita di un pilota della RFC è pari a 17 giorni. 
Clyde Blackburn è un giovane pilota di rimpiazzo furbo e senza scrupoli, di stanza in una piccola base sulle montagne francesi. Durante una partita di poker riesce ad ingannare George Rackham, un blasonato pilota di nobili origini, e a rubare il suo Bristol F.2. Fingendosi Rackham, fa conoscenza dell'ingenuo cannoniere Wilson e i due partono per un volo di prova. Poco dopo vengono però attaccati da un gruppo di aerei tedeschi. Nonostante le obiezioni di Wilson, l'arrogante ed imprudente Blackburn decide di mettersi all'inseguimento dei nemici, finendo per scoprire involontariamente una base tedesca nella quale è conservato un ingente quantitativo di munizioni.
Di ritorno alla base, Wilson è riluttante a consegnare le foto della postazione nemica all'ufficiale in comando, temendo di essere accusato di insubordinazione. Blackburn tuttavia insiste per il contrario, paventando la possibilità di ottenere delle medaglie. Alla fine Wilson accetta, solo dopo aver fatto promettere al compagno che lo farà tornare a casa sano e salvo. Poco dopo i due sono di nuovo in volo con il compito di aprire la strada ai bombardieri, in modo tale che questi possano bombardare la fortezza. La missione si rivela un successo, ma proprio mentre la base nemica viene distrutta, l'aereo di Blackburn e Wilson viene rimane coinvolto in un'esplosione e precipita dietro le linee nemiche.
Salvatosi miracolosamente, Blackburn si ritrova in pieno territorio nemico, circondato da truppe tedesche. Dopo essere sgattaiolato tra le postazioni tedesche, Blackburn raggiunge il relitto del suo aereo, dove trova Wilson gravemente ferito. Inizialmente è tentato di uccidere l'amico per impedirgli di urlare ed attirare l'attenzione dei soldati nemici, ma di fronte alla rivelazione che Wilson era a conoscenza della sua reale identità fin dall'inizio, decide di portarlo in salvo. Tornato alle linee alleate, viene inizialmente acclamato come un eroe, ma all'arrivo del vero Rackham viene arrestato dalla Military Police.
I tre vengono successivamente imbarcati su una nave diretta a Londra. Ad attendere Blackburn c'è un processo militare, mentre Wilson si appresta a far ritorno a casa. Proprio mentre la loro nave si sta apprestando ad attraccare, tuttavia, un grosso contigente tedesco composto da due grossi Zeppelin e numerosi caccia e bombardieri appare nei cieli della capitale britannica. Rackham viene falciato da una raffica di mitra, mentre Blackburn e Wilson decidono di prendere ancora una volta il controllo del suo biplano per respingere l'attacco nemico.
I due combattono con valore, abbattendo diversi aerei nemici, ma finiscono per schiantarsi su uno dei due Zeppelin. Qui prendono possesso della mitragliatrice antiaerea e la utilizzano per abbattere l'altro Zeppelin, la cui esplosione coinvolge però anche il velivolo sul quale si trovano loro. Ormai senza via di scampo, decidono di lanciarsi nel Tamigi nel disperato tentativo di salvarsi. Blackburn riesce ancora una volta a sopravvivere miracolosamente, trovando la salvezza su un molo. Il capitolo termina con la voce fuori campo di Blackburn che riflette sulle diverse versioni che potrebbero emergere dell'accaduto, lasciando non pochi dubbi sulla veridicità della storia e sul destino di Wilson. 

### Avanti Savoia!
Dolomiti, Italia settentrionale. Autunno 1918. Italia e Austria-Ungheria sono a un punto morto sulle Alpi. Fra picchi coperti di neve, nessuno riesce a trovare una tattica che consenta di sfondare le linee nemiche. Le forze regolari scavano trincee e rinforzano le proprie posizioni. Nel frattempo, un reggimento di truppe scelte montane prepara un assalto poco ortodosso. Quest'unità, composta dagli Arditi, è specializzata in tattiche a rischio elevato. Il loro motto è:"O la vittoria, o tutti accoppati".
Anni dopo il termine della prima guerra mondiale, un anziano Luca Vincenzo Cocchiola, emigrato negli Stati Uniti, racconta a sua figlia delle sue avventure da soldato. Pochi giorni dopo il loro ventunesimo compleanno, Luca e suo fratello gemello Matteo prendono parte ad una missione per conquistare un forte austro-ungarico in pieno territorio nemico. Mentre Matteo partecipa all'offensiva principale, l'unità di Luca ha un ruolo ausiliario, che consiste nell'eliminazione delle difese nemiche sul Monte Grappa per permettere alla forza d'attacco di avanzare. Equipaggiati con un'armatura pesante ed un MG08/15, Luca e la sua unità conquistano una piccola chiesetta di montagna occupata dai nemici, distruggono un pezzo d'artiglieria e prendono infine controllo di un cannone antiaereo. Servendosi di quest'ultimo, Luca riesce ad abbattere diversi caccia austro-ungarici in raid sulla montagna.
Proprio al culmine della battaglia, tuttavia, gli aerei nemici virano improvvisamente e concentrano il fuoco su una parete rocciosa, causando una frana che colpisce le truppe di entrambi gli schieramenti. Disperato per la sorte del fratello, Luca si lancia giù dalla montagna da solo verso il campo di battaglia. Lungo la strada incontra degli alleati intrappolati dal fuoco nemico all'interno di alcune casupole. Dopo averli aiutati a respingere l'attacco riprende la sua marcia. Attraversata la valle, il giovane alpino e alcuni altri soldati italiani superstiti conquistano il forte, situato sul picco della montagna, ma purtroppo tra i caduti c'è anche Matteo. Luca, distrutto dal dolore, abbraccia il cadavere del fratello, giacendo in lacrime accanto a lui. Terminata la storia l'anziano Luca augura a Matteo buon compleanno.
Dopo la guerra, vennero le rivolte. Imperi crollarono. Nuove nazioni nacquero. Il mondo cambiò per sempre, insieme alla percezione dello stesso. Anche le famiglie cambiarono: non solo a causa di quelli che non fecero ritorno, ma anche per via di quelli che ci riuscirono. I caduti e i veterani, insieme, sono passati alla storia col nome di "generazione perduta".

### Il Portaordini
Questa campagna è ambientata durante l'invasione di Gallipoli da parte delle forze alleate dell'ANZAC. La storia vede protagonista Frederick Bishop: un soldato australiano di grande fama impegnato a combattere i Turchi e nel frattempo addestrare una nuova recluta di nome Jack Foster.
Durante le fasi iniziali dell'invasione di Gallipoli, le forze dell'ANZAC sono bloccate dalle postazioni difensive ottomane a Cape Helles. Vedendo la situazione Bishop invia le coordinate, tramite Foster, per il bombardamento. La marina bombarda le postazioni difensive e Frederick si getta nella mischia conquistando la postazione in cima alla collina.
A seguito dello sbarco, un Tenente inglese richiede l'intervento di Foster come Portaordini ma Bishop, preoccupato per l'inesperienza del giovane, si offre volontario. Bishop attraversa un villaggio nel bel mezzo dei combattimenti per richiedere un rapporto dell'Avanguardia impegnata alle pendici del forte Turco nelle vicinanze. L'avanguardia resiste - anche se a caro prezzo - ma la sua posizione, richiedendo rinforzi, costringe Bishop a tornare dal Tenente venendo salvato da Foster mentre un cecchino turco lo puntava alla testa, il tenente ordina la ritirata immediata e ordina a Bishop di avvertire la Retroguardia per offrire copertura, tuttavia Bishop scopre che la Retroguardia ha evacuato da tempo e che un fuoco di sbarramento Alleato sta per colpire la posizione circostante ai combattimenti. Avvertito il Tenente, Bishop scopre che Foster e alcuni soldati si sono offerti volontari per conquistare il forte. Così, preoccupato, va ad aiutarli.
Arrivato al forte, più della metà degli assalitori sono morti o feriti e serve evacuarli in fretta. Foster prende il comando dell'evacuazione, mentre Bishop decide di prendere il forte da solo. Uccisi tutti gli Ottomani all'interno del forte, Bishop viene ferito al fianco da un soldato superstite il quale viene ucciso a sua volta. Ormai solo e ferito, si accascia a terra ammirando il campo da battaglia sottostante. Foster avvisa la Royal Navy che l'evacuazione è completa con un razzo bengala e con un ultimo sorriso, ormai sapendo che Foster è al sicuro, Bishop cade vittima del bombardamento.

### Nulla è scritto
Questa campagna ci vede impersonare Zara, una ribelle Araba durante la ribellione nella penisola dell'Arabia contro il giogo ottomano, insieme all'ufficiale inglese T.E. Lawrence conosciuto come Lawrence d'Arabia.
La campagna inizia con Zara che viene incaricata di rubare un libro di codici ottomano custodito in un treno da poco deragliato e protetto da una pattuglia. Trovato il libro, Zara viene quasi catturata da un ufficiale ottomano chiamato Tilkici arrivato con dei rinforzi, ma si rivela una trappola escogitata da Lawrence stesso per catturarlo. Il loro compito è quello di distruggere un treno corazzato che da parecchio tempo sta piegando la ribellione in tutta la penisola e i ribelli hanno il compito di fermarlo per distruggerlo.
L'unico modo per fermare il treno è inviare, tramite piccioni, tre messaggi identici e con dei particolari codici usati da tre ufficiali. Zara arriva nella penisola del Sinai per stanare gli ufficiali dislocati in tre zone: un avamposto nel deserto, dentro le rovine di una città romana e l'ultimo in un villaggio poco distante. Eliminati gli ufficiali, Zara tenta di inviare l'ultimo messaggio al treno ma viene catturata da Tilkici  attirato al treno deragliato ma scappato dalle mani dei ribelli. Egli ha informato il treno corazzato della posizione del campo di Lawrence. Zara sopravvive uccidendo Tilkici e corre da Lawrence prima che il treno possa trovarlo. Lawrence è salvo e pianifica una disperata missione per distruggere il treno; tornati al villaggio nella penisola, Zara libera da sola il villaggio e quando il treno arriva per fare rifornimento fa esplodere i binari, intrappolandolo. Zara e i ribelli riescono nell'impresa e il treno oramai è un cumulo di rottami.
Alla fine di ciò Lawrence pensa di assaltare il canale di Suez per ragioni ancora sconosciute.
Il finale ci mostra vari filmati delle storie precedenti del gioco con Lawrence che tiene un discorso su tutti gli uomini e donne che hanno messo la loro vita a repentaglio durante la Prima Guerra Mondiale per difendere i loro ideali, confini e diritti alla libertà contro nemici implacabili e che anche da innumerevoli generazioni verranno ricordati per il coraggio dimostrato nella guerra che avrebbe dovuto porre fine a tutte le guerre.

## Personaggi
| Personaggi       | Motion capture e doppiatori | Doppiatori           |
| Narratore        | Brandon Scott               | Alberto Sette        |
| Daniel Edwards   | Ed Speleers                 | Alessandro Capra     |
| Townsend         | Mark Bonnar                 |                      |
| McManus          | Keith Dunphy                | Alessandro Conte     |
| Finch            | Luke Tittensor              | Federico Viola       |
| Pritchard        | Stuart Wilde                |                      |
| Luca Cocchiola   | Joe LoCicero                | Gianni Quillico      |
| Becca Cocchiola  | Shelby Young                | Martina Tamburello   |
| Clyde Blackburn  | Jeff Berg                   | Walter Rivetti       |
| Wilson           | Michael Jibson              |                      |
| George Rackham   | Ben Masfield                | Maurizio De Girolamo |
| Frederick Bishop | Peter O'Brien               | Domenico Strati      |
| Jack Foster      | Louis Hunter                | Stefano Pozzi        |
| Whitehall        | David de Launtor            | Massimo Triggiani    |
| Zara Ghufran     | Agni Scott                  | Martina Felli        |
| T.E Lawrence     | Jack Lowden                 | Mattia Bressan       |
| Tilkici          | Doug Rao                    | Ivo De Palma         |

## Modalità di gioco
In accordo con il game designer del gioco, Daniel Berlin, la modalità Campagna ha un mondo più vasto e aperto rispetto ai capitoli precedenti, con più possibilità di scelta per quanto riguarda l'approccio al combattimento. I giocatori utilizzano più personaggi durante la Campagna.
A differenza dei capitoli precedenti della serie, Battlefield 1 è un FPS, ambientato nel periodo della prima guerra mondiale. I giocatori possono usare varie armi della prima guerra mondiale, fra cui il fucile a otturatore girevole-scorrevole, il fucile mitragliatore, vari fucili semiautomatici, artiglieria, lanciafiamme, e armi chimiche.
Il sistema di combattimento corpo a corpo è stato rivisto, introducendo nel gioco nuove armi come le sciabole, le mazze e le vanghe. Queste armi da corpo a corpo sono divise in tre gruppi: pesanti, medie e leggere, oppure rispettivamente speciali, mazze e pugnali.
La modalità Online di Battlefield 1 enfatizza, come per altri giochi della serie, il lavoro di squadra. Per facilitare l'accesso al gioco è ora possibile creare un gruppo di utenti dal menu principale ed entrare tutti insieme in partita componendo da subito squadre da 5 (lo stesso aggiornamento è stato adottato anche per Battlefield 4 e Battlefield Hardline). Sono previsti solo server gestiti da EA. Dal punto di vista dell'online, è presente il supporto fino a 64 giocatori. Il nuovo sistema di squadra, consente di entrare e lasciare i server insieme. Sempre in accordo con Berlin, giocare senza entrare in una squadra rende il gameplay molto più difficile. Le mappe multigiocatore sono basate su luoghi sparsi per il mondo, come l'Arabia, il fronte occidentale e le Alpi.

### Schemi di gioco
- Operazioni: In questa nuova modalità, il giocatore viene trasportato all'interno di alcune delle più grandi battaglie della prima guerra mondiale. Come in corsa, la partita si divide in attaccanti e difensori. Il compito degli attaccanti è quello di presidiare tutte le zone di un settore per poter passare a quello successivo, obiettivo che i difensori cercheranno di impedire. Gli attaccanti hanno a disposizione tre battaglioni da 250 unità ciascuno per poter conquistare tutti i settori di tutte le mappe (di solito operazioni si gioca su 2/3 mappe diverse), in caso contrario i difensori avranno vinto la partita. Ogni volta che gli attaccanti perderanno un battaglione riceveranno un behemoth di rinforzo, così come lo riceveranno i difensori al cambio di mappa.
- Piccione di guerra: In questa nuova modalità, le due squadre devono impossessarsi di un piccione, che spawnerà sulla mappa, e comporre un messaggio da inviare (più si riesce a stare fermi, più il messaggio sarà scritto velocemente). Terminato il messaggio, se il giocatore riuscirà ad inviare il piccione senza farlo abbattere dagli avversari, dopo una salva di artiglieria sul nemico, la squadra guadagnerà un punto. Vince la prima squadra che riesce a inviare tre piccioni e a realizzare quindi tre punti.
- Prima linea: In questa nuova modalità aggiunta tramite l'espansione They Shall Not Pass, sono presenti cinque punti di controllo, costituiti da una linea che connette le basi delle due fazioni. Una fazione deve conquistare ogni punto di controllo già delineato. Se il punto di controllo viene catturato dalla fazione nemica, la propria fazione alleata ripiega verso la propria base. Se una fazione riesce ad arrivare all'ultimo punto ovvero nella base del nemico, bisogna distruggere i due telegrafi in modo tale da vincere la partita.
- Conquista: La modalità classica della saga di Battlefield per eccellenza. I giocatori si contendono su un'enorme mappa delle bandiere che assegnano punti alla squadra che le possiede. Vince la squadra che riesce a raggiungere i mille punti.
- Corsa: I giocatori vengono suddivisi in due squadre: attaccanti e difensori. La mappa viene divisa in settori, in ognuno dei quali sono situati 1 o 2 telegrafi. Gli attaccanti, per poter sbloccare il settore successivo, devono far esplodere entrambi i telegrafi con delle bombe, che possono essere disinnescate dai difensori. Vincono gli attaccanti se riescono a distruggere tutti i telegrafi di tutti i settori, vincono i difensori se riescono ad eliminare tutti i rinforzi nemici.
- Dominio: Si tratta di una versione a scala ridotta di Conquista. Le due squadre si contendono in questo caso solo tre bandiere, in una porzione di mappa molto più piccola dove non sono presenti nemmeno i veicoli. Vince la prima squadra che raggiunge i 100 punti.
- Deathmatch a team: Le due squadre si scontrano in una piccola porzione di mappa uccidendosi a vicenda. Vince la prima squadra che realizza 100 uccisioni.

### Classi
Le classi sono divise in fanteria, veicoli ed Elite.

#### Fanteria
- Assalto: I soldati in prima linea usano mitragliette o fucili a canne lisce adatti a scontri ravvicinati, dispongono inoltre di armi e mine anticarro.
- Medico: Truppe con armi principalmente semiautomatiche bilanciate e potenti, possono rianimare e curare i propri alleati.
- Supporto: Soldati armati di mitragliatrici leggere con grandi caricatori utili per il fuoco di soppressione da qualsiasi distanza. Forniscono munizioni, possono riparare veicoli e piazzare mortai.
- Scout: I tiratori scelti utilizzano fucili di precisione principalmente bolt-action, colpiscono naturalmente dalla lunga distanza con grande precisione e possono disporre di razzi segnalatori in grado rilevare nemici sulla mappa.

Alcune armi come il lanciatore AC, il lanciatore AA e il fucile anticarro possono essere utilizzate solo se appoggiate sul bipede. Si usano per questo solitamente da distesi.

#### Veicolo
- Carrista: Schierandosi direttamente a comando di un carro armato si disporrà di una pistola carabina. Riceve anche un attrezzo per riparare i carri e due Geballte Ladung (granate anticarro).
- Pilota: Schierandosi in un aeroplano, si disporrà, fuori dall'aereo, di una pistola carabina, mentre come gadget avrà un attrezzo riparatore e una pistola spara-bengala, per segnalare eventuali nemici nell'area.
- Cavalleria: Schierandosi a cavallo, si disporrà un fucile a leva accoppiandolo ad una sciabola o ad una lancia da cavalleria utilizzabili mentre si cavalca e può fornire sia munizioni che sacche mediche agli alleati.

Gli altri mezzi si generano direttamente all'interno della mappa di gioco: sidecar, motoscafo silurante, automobili come la Austro-Daimler Model 1909 e autoblindi. Vi è poi una terza classe di mezzi ovvero i behemoth, che non possono essere schierati da un giocatore, ma entrano in campo automaticamente, quando una fazione sta perdendo in modo drastico la partita. I behemoth, contrariamente agli altri mezzi, non possono essere riparati e dispongono di una resistenza notevolmente superiore rispetto agli altri mezzi presenti nel gioco. I behemoth presenti nel gioco base sono: dirigibile Zeppelin, corazzata e treno corazzato. In "They shall not pass" è stato aggiunto come behemoth il carro FCM 2C.

#### Elite
Le classi élite compaiono all'interno delle mappe di tanto in tanto e possono essere raccolte da un giocatore per volta. Ogni classe élite nel Multigiocatore può essere uccisa con un singolo colpo attaccandole con un attacco corpo a corpo da dietro, oppure caricandole con la baionetta.
- Kit Sentinella: Dispongono di armatura che aumenta la resistenza e di una mitragliatrice MG 08/15, poco precisa. In alcune mappe viene distribuita invece la mitraglietta Villar Perosa.
- Kit Flammiere: Unità corazzata dispone di un lanciafiamme Wechselapparat e di granate incendiarie. Inoltre è immune ai danni da fuoco e gas mostarda. Nella campagna dispone di un punto debole, ovvero la tanica di liquido infiammabile che porta in spalla, la quale se colpita varie volte deflagrerà uccidendo il flammiere e le persone vicine.
- Kit Cacciatore di Carri: Dispone di un Tankgewehr M1918, un fucile a canne mozze per gli scontri ravvicinati, un periscopio per individuare i nemici e due granate anticarro.
- Kit Incursore di Trincea (They Shall Not Pass): È dotato di una particolare mazza ferrata che uccide in un solo colpo. Ha meno vita delle altre classi élite, ma ha una velocità superiore al normale (con la mazza equipaggiata); inoltre possiede granate, fumogeni e casse mediche.
- Kit Infiltratore (Turning tides): Dispone di un fucile Martini-Henry modificato in un lanciagranate, oltre ad avere una pistola lanciarazzi per chiamare un attacco con l'artiglieria e di un eliografo, che fornisce un punto di rientro mobile alla squadra. Questa classe è presente solo nelle mappe del DLC Turning Tides.

## Sviluppo
In accordo con Berlin, il team di sviluppo ha scelto la Prima guerra mondiale perché le armi del periodo consentono ai giocatori di scegliere vari stili di gioco.
Il gioco è stato chiamato Battlefield 1, perché il team ha considerato la prima guerra mondiale come l'alba di tutti i conflitti bellici moderni. Le armi corpo a corpo sono state rivisitate, introducendo un sistema più profondo. In accordo con il direttore creativo Lars Gustavsson, il concept del gioco è stato elaborato per molto tempo. In accordo con Berlin, il gameplay è stato l'aspetto più importante su cui gli sviluppatori si sono concentrati durante il loro lavoro, con la promessa che non sarebbe stato sminuito dal periodo storico scelto. La storia del gioco verrà raccontata dal punto di vista di vari personaggi, affrontando le vicissitudini di ognuno di essi.
Nel giugno 2015, DICE ha rivelato di essere al lavoro su un titolo non ancora annunciato. Nel gennaio 2016, EA ha annunciato che Titanfall 2, Mass Effect: Andromeda e un titolo non annunciato appartenente alla saga di Battlefield usciranno entro la fine dell'anno fiscale. Il titolo, la data di uscita e la trama del gioco sono poi trapelate prima dell'annuncio ufficiale del 6 maggio 2016. Il gioco è stato ufficialmente rivelato quel giorno attraverso un livestream su Twitch e su YouTube, mostrando un trailer del gioco contenente il remix dei The Glitch Mob di Seven Nation Army dei The White Stripes. L'edizione da collezione del gioco include vari gadget come la statua di un Harlem Hell Fighter, un codice per un contenuto scaricabile non ancora annunciato, e un Steelbook case. Il bonus pre-order include l'early access a un DLC di mappe e all'Harlem Hellfighter Pack. La deluxe edition include i pre-order bonus, così come tre giorni di accesso anticipato, il Red Baron Pack, il Lawrence of Arabia Pack, e 5 Battlepacks. Una open beta è stata annunciata al fine di risolvere gran parte dei bug tecnici, glitch e crash. Periodicamente, in genere prima dell'uscita di un DLC o di un aggiornamento, viene aperto un CTE (Community Test Environment), accessibile solo ai giocatori su piattaforma PC, mirato a risolvere bug e glitch tramite il feedback degli utenti e già osservato sui precedenti titoli Battlefield 4 e Battlefield Hardline.

## Espansioni
La prima espansione del gioco "They Shall not Pass" è stata annunciata nel dicembre 2016 e successivamente pubblicata il 14 marzo 2017. Questa espansione introduce una nuova fazione, la Repubblica Francese, oltre ad aggiungere quattro nuove mappe e nuovi behemoth (veicoli speciali come dirigibili, treni da guerra, corazzate e il carro Char francese).
Il 10 giugno 2017, durante la conferenza EA all'E3 2017, è stato annunciato il secondo DLC del gioco: "In the Name of the Tsar". Questo DLC è incentrato sull'Impero russo, aggiungendo 6 nuove mappe, fra cui qualcuna ambientata nella guerra civile russa, oltre alla nuova fazione dell'Armata Rossa, ed è una della più grandi espansioni di Battlefield 1.
Il 25 dicembre 2017 viene rilasciata la prima parte dei contenuti del DLC "Turning Tides", che approfondisce il combattimento navale-terrestre a Gallipoli con le mappe Capo Helles e Achi Baba; la seconda parte, a gennaio 2018, approfondisce il combattimento navale-terrestre nel Mare del Nord con le mappe Zeebrugge e Baia di Helgoland. Nella prima parte, insieme alle due nuove mappe, vengono aggiunte anche nuove armi, nuovi veicoli e nuovi velivoli.
Successivamente nel febbraio 2018 viene rilasciata l'espansione "Apocalypse", basata sulle battaglie più catastrofiche della grande guerra come Caporetto, aggiunta insieme alle mappe Passchendaele e Somme; con esse vi sono le mappe della nuova modalità aerea, Filo del rasoio, ambientata sulle Alpi, e Londra chiama. Le armi aggiunte sono in totale 8, di cui 2 per classe, fra cui il Ross MK. III e la mitragliatrice leggera 08/18.